# Noramarg
Noramarg är en ort i Armenien.   Den ligger i provinsen Ararat, i den centrala delen av landet, 19 km söder om huvudstaden Jerevan. Noramarg ligger 827 meter över havet och antalet invånare är 1 811.
Terrängen runt Noramarg är huvudsakligen platt, men åt nordost är den kuperad. Runt Noramarg är det ganska glesbefolkat, med 43 invånare per kvadratkilometer.. Närmaste större samhälle är Jerevan, 19,0 km norr om Noramarg.
Trakten runt Noramarg består i huvudsak av gräsmarker.